# 馬西吉
馬西吉是馬里的城鎮，位於該南部，由庫利科羅區負責管轄，面積1,162平方公里，海拔高度319米，2009年人口53,947，人口密度為每平方公里46.4人。